# 255
| Calendário gregoriano                                                        | 255 CCLV                        |
| Ab urbe condita                                                              | 1008                            |
| Calendário arménio                                                           | -297 – -296                     |
| Calendário bahá'í                                                            | -1589 – -1588                   |
| Calendário budista                                                           | 799                             |
| Calendário chinês                                                            | 2951 – 2952                     |
| Calendário copta                                                             | -29 – -28                       |
| Calendário etíope                                                            | 247 – 248                       |
| Calendários hindus - Vikram Samvat - Calendário nacional indiano - Cáli Iuga | 310 – 311 176 – 177 3355 – 3356 |
| Calendário Holoceno                                                          | 10255                           |
| Calendário islâmico                                                          | 378 BH – 377 BH                 |
| Calendário judaico                                                           | 4015 – 4016                     |
| Calendário persa                                                             | 367 BP – 366 BP                 |
| Calendário rúnico                                                            | 505                             |
| Calendário solar tailandês                                                   | 798                             |

255 (CCLV na numeração romana) foi um ano comum do século III do Calendário Juliano, da Era de Cristo, a sua letra dominical foi G (52 semanas), teve início e fim numa segunda-feira.
| Ano completo                         |
| ------------------------------------ |
| Ano comum com início à segunda-feira |